# Berezivka (Ucrania)
Berezivka (en ucraniano: Березівка) es una ciudad ucraniana perteneciente al óblast de Odesa. Situada en el suroeste del país, es el centro del raión de Berezivka y del municipio (hromada) homónimo.

## Toponimia
La ciudad se conoce también con el nombre ruso de Berezovka (en ruso: Березовка; en rumano: Berezovca). Históricamente, se conocía por su nombre alemán de Alexanderfeld (en alemán: Alexanderfeld).

## Geografía
Berezivka está regada por el río Tilijul, 82 km al noreste de Odesa.

## Historia
En los siglos X -XVIII hubo un estacionamiento para chumacos que iban a los lagos salados de Perekop en el lugar donde ahora se encuentra Berezovka. 
La fundación de Berezivka fue en el año 1802 por siervos fugitivos de las provincias del norte de Ucrania y las provincias centrales de Rusia, pero luego los colonos alemanes del mar Negro se establecieron también. Antes de la revolución de 1917, toda la tierra de Berezivka pertenecía a los terratenientes y a la iglesia y por eso, los campesinos eran solo arrendatarios, e incluso los arrendatarios eran diferentes. Berezivka fue uno de los centros de la región de Jersón para el comercio de pan, girasoles y ganado y, al mismo tiempo, era un gran mercado laboral muy conocido en el sur de Ucrania. En los años 1870-1880, Berezivka fue una de las ciudades notables de la gobernación de Nueva Rusia en términos de comercio y economía.
En la guerra civil rusa, Berezivka fue un bastión de las unidades rebeldes ucranianas entre 1918 y 1920. En julio de 1919, los residentes de Berezivka y los pueblos de los alrededores se unieron al levantamiento antibolchevique de los colonos alemanes de Odesa, que fue provocado por la prodrazviorstka y la movilización forzada del Ejército Rojo.
Durante la Segunda Guerra Mundial, las unidades del Ejército Rojo recibieron una orden del frente sur para tomar posiciones en la línea que pasa por Berezivka el 6 de agosto de 1941. Desde 1941 y hasta el 1 de abril de 1944, el pueblo estuvo bajo ocupación germano-rumana.
Berezivka fue dada estatus de ciudad en 1962.

## Demografía
La evolución de la población de Berezivka entre 1926 y 2022 fue la siguiente:
| 7574                                                          | 8611 | 10 673 | 10 258 | 12 433 | 14 987 | 9481 | 9555 | 9760 | 9644 | 9428 |
| (Fuente: Cities & Towns of Ukraine y UKRAINE: Größere Städte) |      |        |        |        |        |      |      |      |      |      |

Según el censo de 2001, el 77% de la población son ucranianos, el 17% son rusos y el resto de minorías. En cuanto al idioma, la lengua materna de la mayoría de los habitantes, el 92,72%, es el ucraniano; del 4,89% es el ruso.

## Infraestructura

### Educación
En el territorio de Berezivka hay 3 escuelas secundarias del nivel I-III y 3 jardines de infancia, además del liceo agrario profesional de Berezhovski y la escuela profesional superior de la Universidad Politécnica Nacional de Odesa.

### Transporte
Por Berezivka pasa por el ferrocarril Pomichna-Odesa y la autopista P55 Odesa-Novi Bug.

## Cultura

### Deporte
En Berezivka se construyó un nuevo estadio con capacidad para 1480 personas. También hay un campo de césped para fútbol tradicional, un campo de minifútbol, una pistaa de tenis, un campo de ejercicios y una pista de atletismo. 

## Galería

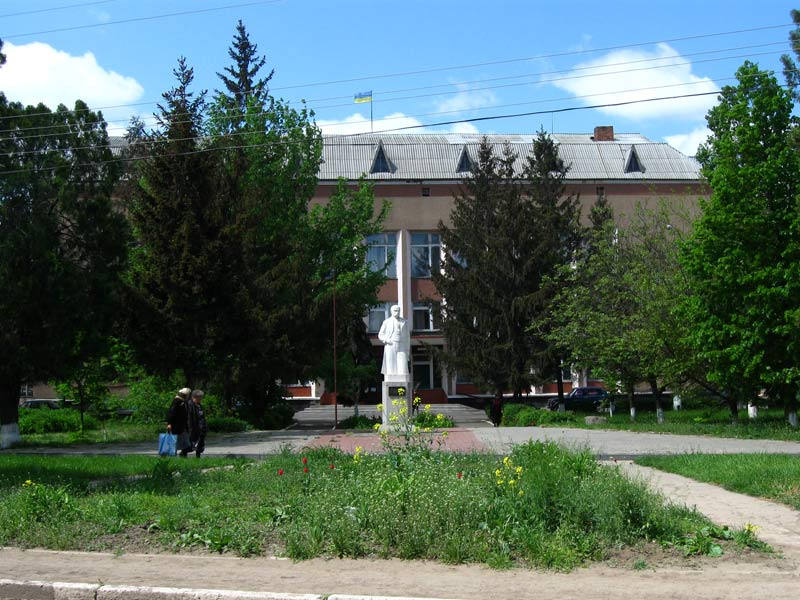
Plaza junto al consejo del raión de Berezivka
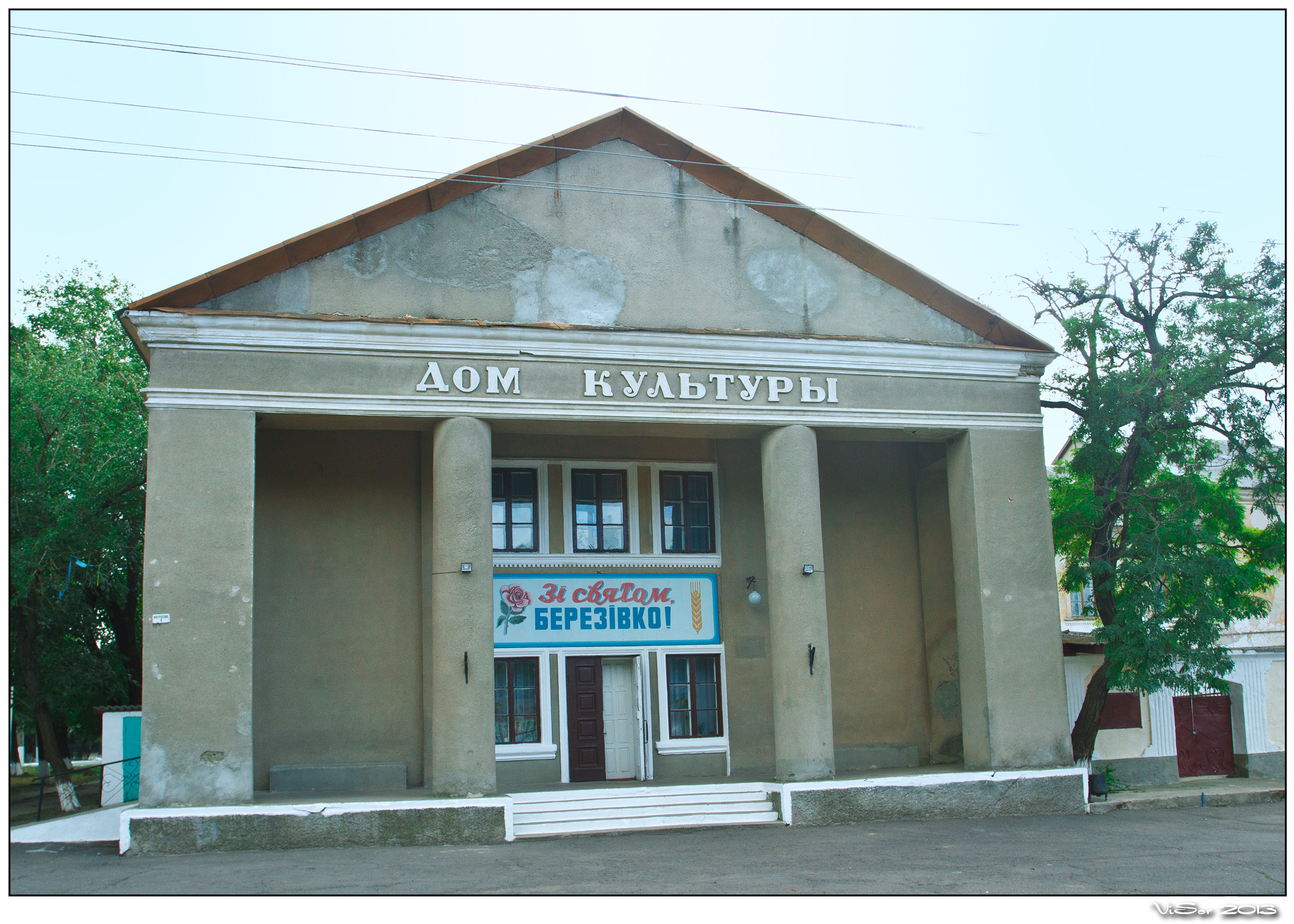
Casa de la cultura local
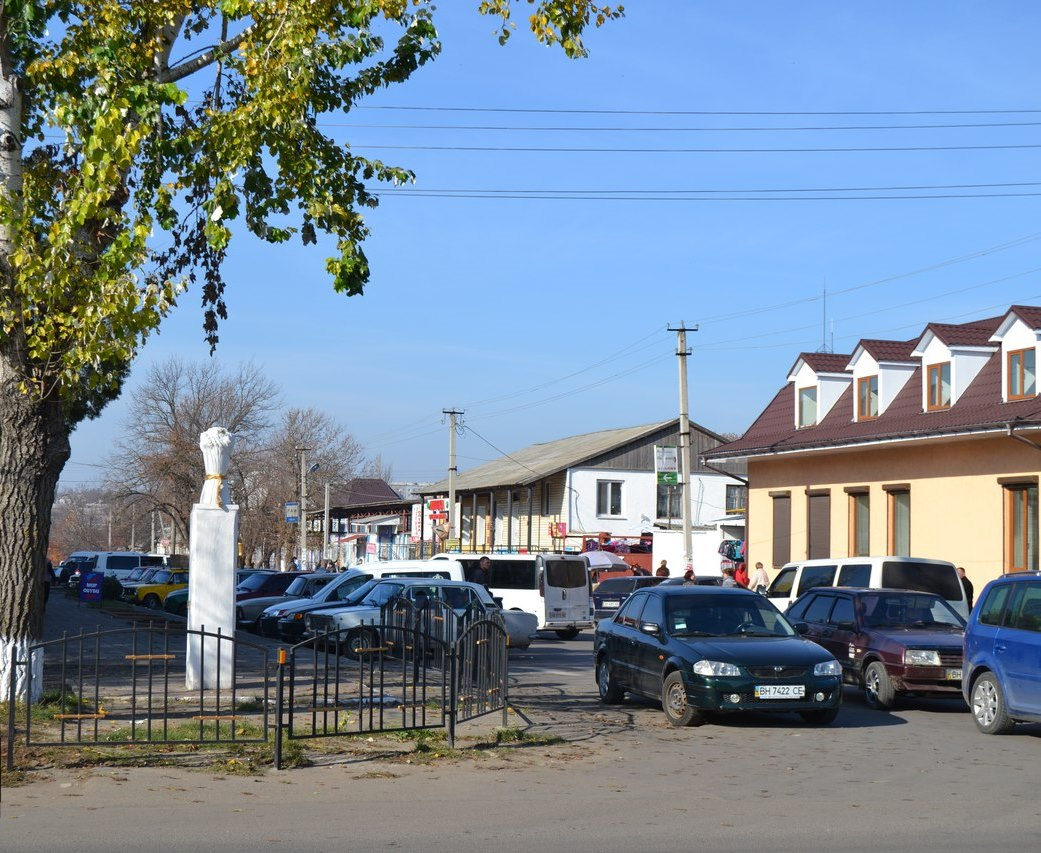
Calles de Berezivka
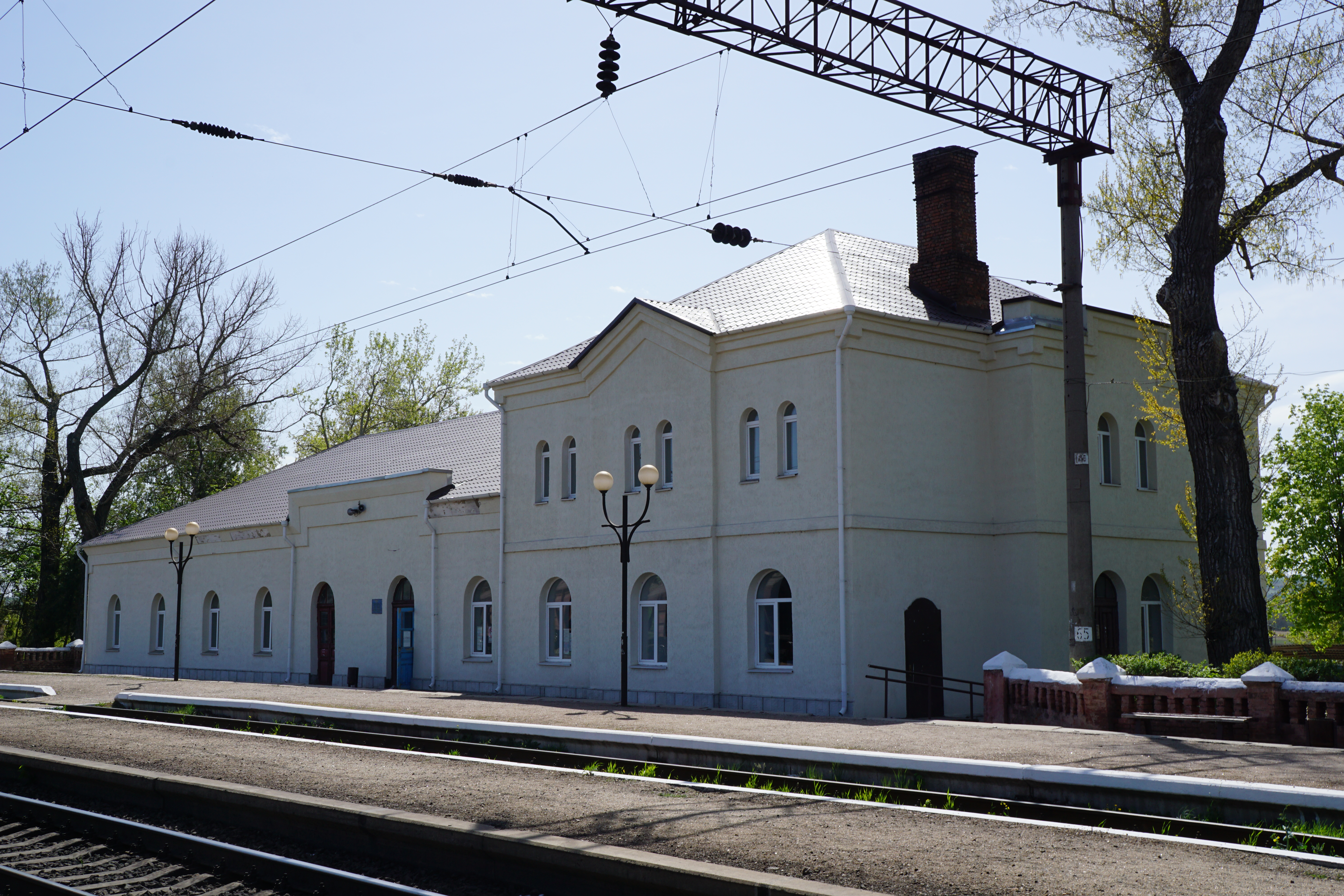
Estación de trenes de Berezivka

## Ciudades hermanadas
- Artik, Armenia.[8]